# Demandas de los revolucionarios húngaros de 1956

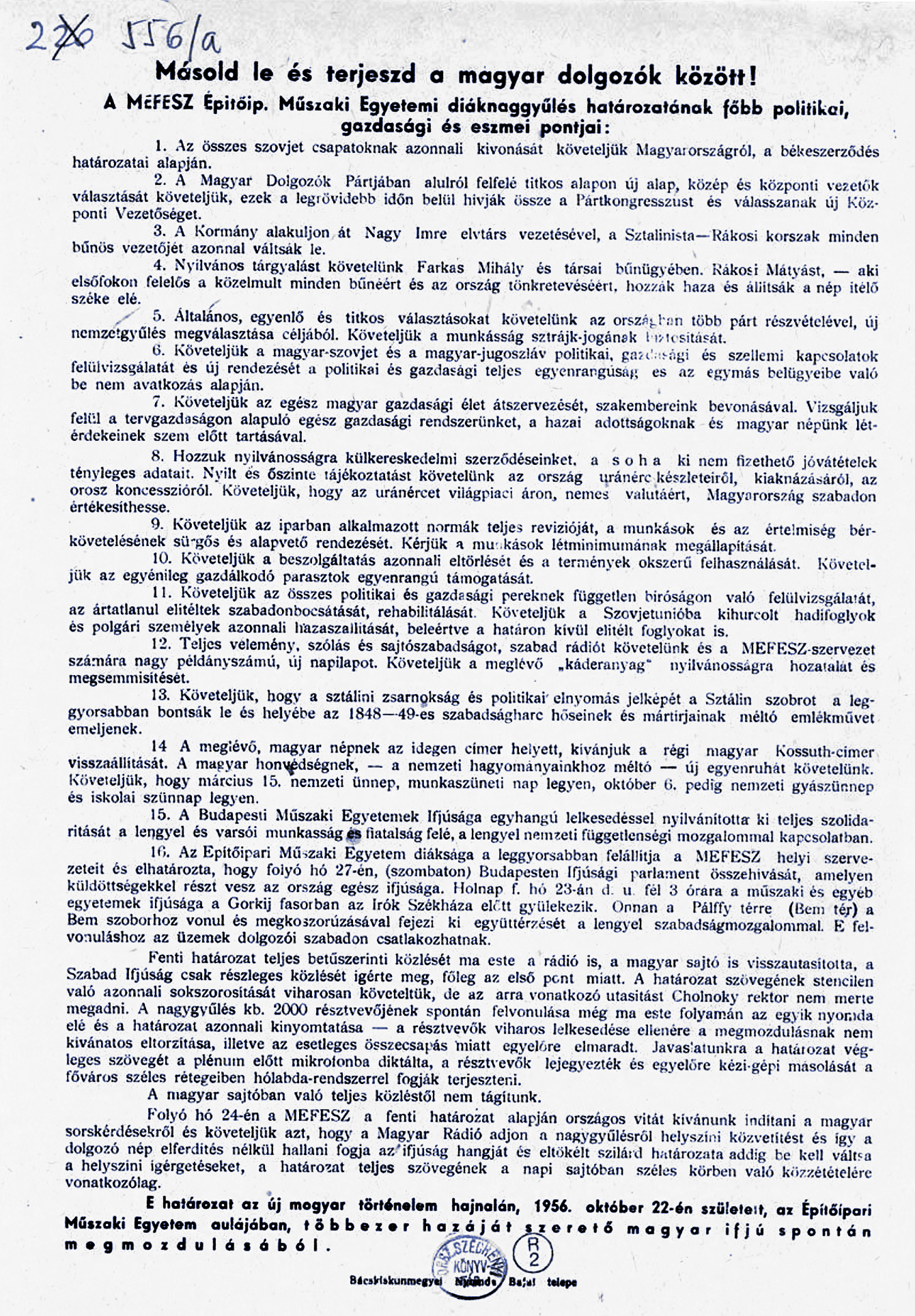
Acta original

Entre el 20 y el 22 de octubre de 1956 un grupo de estudiantes del MEFESZ (Sindicato de estudiantes de la Universidad Húngara y de la Academia) redactó una lista de demandas que recogían 16 reivindicaciones fundamentales de índole político en el contexto de la Revolución húngara de 1956.

## Historia
El 18 de julio de 1956 dimitió como Secretario General del Partido Comunista Húngaro Mátyás Rákosi, que había liderado el país desde la ocupación soviética tras la Segunda Guerra Mundial y lo había integrado en el Bloque del Este. Este hecho animó a estudiantes, escritores y periodistas a ser más activos y críticos en el debate político. Estudiantes y periodistas empezaron una serie de forums intelectuales llamados Petõfi donde examinaban los problemas nacionales y que se hicieron muy populares atrayendo a miles de participantes.
El 16 de octubre los estudiantes universitarios de Szeged desafiaron al Sindicato Comunista Oficial de Estudiantes, el DISZ, al restablecer el MEFESZ (Sindicato de estudiantes de la Universidad Húngara y de la Academia), una organización estudiantil democrática que había sido prohibida bajo la dictadura de Rákosi, iniciativa que fue seguida por los estudiantes de Pécs, Miskolc y Sopron en los días posteriores.
El 22 de octubre los estudiantes de la Universidad Técnica de Budapest aprobaron una lista de 16 demandas que contenían varias reivindicaciones de política nacional.
Para el día siguiente, el Sindicato de Escritores había convocado una manifestación en la que mostrar su solidaridad con los movimientos reformistas que estaban teniendo lugar en Polonia en la que presentarían una corona de flores ante la estatua de Józef Bem, un héroe de la Guerra de Independencia (1848-1849), polaco de nacimiento; a la que los estudiantes decidieron unirse.
La tarde del 23 de octubre, tras varias horas de manifestaciones en las que se congregaron más de 200 000 personas y se habían leído manifiestos y proclamas y cantado la censurada Nemzeti dal, una gran muchedumbre se congregó junto al edificio de Radio Budapest, que permanecía fuertemente protegido por la ÁVH, la policía secreta húngara.
En el momento en el que una delegación intentó acceder al interior de la emisora con el objetivo de difundir sus demandas fue detenida. Esto avivó a la multitud que se agolpaba en el exterior y entre la que se corrió el rumor de que los manifestantes habían sido tiroteados. Ante esta situación, la ÁVH decidió actuar lanzando botes de gases lacrimógenos desde las ventanas y abriendo fuego sobre la muchedumbre, matando a muchos. Estos hechos fueron el detonante de la Revolución que seguiría los días posteriores.

## Demandas
RESOLUCIÓN ADOPTADA EN LA REUNIÓN PLENARIA DE LA UNIVERSIDAD TECNOLÓGICA DE LA CONSTRUCCIÓN

¡Estudiantes de Budapest!

La siguiente resolución fue aprobada el 22 de octubre de 1956, en los albores de un nuevo periodo de la historia de Hungría, en el auditorio del la Universidad Tecnológica de la Construcción como resultado del movimiento espontáneo de miles de jóvenes húngaros que aman a su Patria.

1. Demandamos la retirada inmediata de todas las tropas soviéticas de acuerdo con lo previsto en el Tratado de Paz.
2. Demandamos la elección de nuevos líderes del Partido de los Trabajadores de Hungría en los niveles inferior, medio y superior mediante el voto secreto de todos los miembros del Partido. Estos líderes deberán convocar tan pronto como sea posible un congreso en el que elegir a los nuevos integrantes del Comité Central.
3. El Gobierno deberá ser reconstituido bajo el liderazgo del camarada Imre Nagy. Todos los líderes criminales de la era Stalin-Rákosi deberán ser depuestos inmediatamente.
4. Demandamos un juicio público sobre las actividades criminales de Mihály Farkas y sus cómplices. Mátyás Rákosi, que es la persona responsable de todos los crímenes del pasado reciente y de la ruina del país, deberá ser traído de vuelta a casa y dispuesto ante un Tribunal Popular que lo juzgue.
5. Demandamos elecciones generales en el país, con sufragio universal, voto secreto y la participación de todos los partidos para elegir una nueva Asamblea Nacional. Demandamos que los trabajadores tengan derecho a huelga.
6. Demandamos el análisis y reajuste del Sóviet Húngaro y de las relaciones políticas, económicas e intelectuales húngaro-yugoslavas en la base de una completa igualdad política y económica y en la no intervención de los asuntos internos del contrario.
7. Demandamos una reorganización de toda la vida económica de Hungría, con la ayuda de especialistas. Todo nuestro sistema económico se basa en la economía planificada y debe ser analizada de acuerdo con las condiciones húngaras y con los intereses vitales del pueblo húngaro.
8. Nuestros acuerdos de comercio y las cifras reales de las reparaciones que nunca podremos pagar deberán ser hechas públicas. Demandamos información franca y sincera sobre los depósitos de uranio del país, su explotación y las concesiones rusas. Demandamos que Hungría tenga el derecho de vender libremente el uranio a los precios de cotización en los mercados internacionales a cambio de divisas.
9. Demandamos la revisión completa de las normas de la industria y un ajuste urgente y radical de salarios para satisfacer la demanda de trabajadores e intelectuales. Demandamos que se fije un salario mínimo para los trabajadores.
10. Demandamos que el sistema de reparto se organice de nuevo y que los productos agrícolas se empleen de forma racional. Demandamos un trato equitativo para las granjas individuales.
11. Demandamos que se reexaminen todos los juicios políticos y económicos por tribunales independientes y que se libere y rehabilite a todas las personas inocentes. Demandamos la inmediata repatriación de los prisioneros de guerra y civiles deportados a la Unión Soviética, incluidos aquellos prisioneros que han sido condenados más allá de las fronteras húngaras.
12. Demandamos una total libertad de opinión y expresión, libertad de prensa y una radio libre, así como un nuevo diario de gran tirada para el MEFESZ. Demandamos que el «material de seguimiento» sea hecho público y destruido.
13. Demandamos que la estatua de Stalin —símbolo de la tiranía estalinista y la opresión política— sea retirada tan pronto como sea posible y que en su lugar se levante un monumento en memoria de los luchadores por la libertad y de los mártires de 1848-49.
14. En lugar del actual escudo, que es ajeno al pueblo húngaro, queremos la reintroducción de las viejas armas húngaras Kossuth. Demandamos nuevos uniformes para el Ejército Húngaro de acuerdo con nuestras tradiciones nacionales. Demandamos que el 15 de marzo sea fiesta nacional y día no laborable y que el 6 de octubre sea día de duelo nacional y festivo escolar.
15. Los jóvenes de la Universidad Técnica de Budapest expresan unánimemente su completa solidaridad con los trabajadores de Polonia y Varsovia y con los jóvenes en contacto con movimiento nacional de independencia polaco.
16. Los estudiantes de la Universidad Tecnológica de la Construcción organizarán unidades de MEFESZ tan pronto como sea posible, y han acordado convocar un Parlamento de la Juventud en Budapest para el 27 de este mes (sábado) en el que estén representados todos los jóvenes del país por medio de sus delegados. Los estudiantes de la Universidad Tecnológica y de las otras universidades se reunirán mañana 23 a las 2:30 p.m. en el Gorkij Fasor ante la Sede Central de la Unión de Escritores de donde partirán hacia Pálffy Tér (Bern Ter) a la Estatua de Bern, en donde depositarán una corona de flores como muestra de afecto por el movimiento libertario polaco. Los trabajadores de las fábricas están invitados a unirse a la manifestación.